# Horio Tadauji
Horio Tadauji est un nom japonais traditionnel ; le nom de famille (ou le nom d'école), Horio, précède donc le prénom (ou le nom d'artiste).
Horio Tadauji (堀尾 忠氏, 1578-8 août 1604) est un tozama daimyo des époques Azuchi Momoyama et Edo. Son père est Horio Yoshiharu.
En 1600, à la bataille de Sekigahara, prenant la place de Yoshiharu qui a été blessé durant les préparatifs de la bataille, Tadauji se joint aux forces de Tokugawa Ieyasu. Après la bataille, Ieyasu fait l'éloge de Tadauji et ajoute 240 000 koku à son domaine de la province d'Izumo.
Tadauji meurt de maladie en 1604, avant son père, Yoshiharu.

## Source de la traduction
- (en) Cet article est partiellement ou en totalité issu de l’article de Wikipédia en anglais intitulé « Horio Tadauji » (voir la liste des auteurs).